# Хувахштра
Кіаксар (Хувахштра) (ассир. uk-sa-tar / ú-ak-sa-tar, грец. Κυαξάρης) — цар Мідії близько у 625—585 р. до н. е.. Згадується як у класичних, так і в близькосхідних джерелах. Його ім'я грецькою мовою перекладається як Кіаксар, давньоперською як Увакстра, вавилонською як Умакістар, а еламською як Макістарра або Макістурі. Ймовірно, це означає іранське *(H)uvaxṡara-, гіпокористик *(H)uvaxṡay- (Хувахштра) «той, хто править самостійно».
Найдавніша згадка про Кіаксара знаходиться в нововавилонській хроніці «Падіння Ніневії», яка датується раннім періодом Ахеменідів. Текст стосується кінця Ассирійської імперії та розповідає про зустрічі між останніми ассирійськими царями та коаліцією, утвореною «Умакістаром» та Набопаласаром, царем Вавилонії. У хроніці Умакістар (Кіаксар) з'являється не як цар певної країни, а як військовий лідер народу, який вавилоняни називають Умман-Манда, зневажливе позначення, що застосовується до мідійців як гірських племен. Умакістар очолював мідійців у битвах, що призвели до падіння ассирійських столиць Ашшур та Ніневії у 614 та 612 рр. до н. е. відповідно. Поряд зі своїми військовими досягненнями, він уклав договір про дружбу з вавилонським царем Набопаласаром. Якщо Ашшур, як повідомляється, був завойований лише мідянами, то Ніневію взяла союзна коаліція. Востаннє мідяни згадуються в записі за 610 р. до н. е.
Немає жодних доказів того, як довго правив Кіаксар або де знаходився центр його володінь. Держава, якою він правив, була не імперією, а конфедерацією племен, що утворилася в останні роки Ассирійської імперії. В історичних спогадах ім'я Кіаксара залишалося пов'язаним з падінням цієї наддержави. На початку правління Дарія I Великого (бл. 522 р. до н. е.) претенденти на царювання в центральному районі гір Загрос стверджували, що є членами роду Кіаксара.

## Історичність Кіаксара
Геродот робить Кіаксара царем Мідійської імперії, сином Фраорта (грец. Φραόρτης) та батьком Астіага, який правив 40 років, царя, який завоював Нінос і таким чином здобув владу над усією «Верхньою Азією», тобто всіма регіонами на схід від річки Галіс. Таким чином Кіаксар стає легендарною постаттю, правителем легендарної імперії з легендарними кордонами.
Якщо вірити повідомленням Геродота, дослідники порівняли його повідомлення з епіграфічними пам'ятками Ассирії, та дійшли до висновку, що згаданий Геродотом Фраорт відповідає царю Хшатріті (мід. Xšaϑrita), який очолив мідійські племена під час їхнього повстання проти ассирійців у 674—672 рр. до н. е. та, ймовірно, був або батьком, або дідом Кіаксара, й, імовірно, був першим з племінних царів, який об'єднав принаймні декілька мідійських племен у єдине Мідійське царство. Не виключено, що він був нащадком Дайяка, але, можливо, це пізня міфологічна традиція.
За хронологією І. М. Дьяконова Хшатріта помер чи загинув унаслідок скіфської навали до Закавказзя 653—652 рр. до н. е. (якщо припустити, що Кіаксар наслідував безпосередньо йому, то, ймовірно він очолив Мідійське царство будучи неповнолітнім); й 625 р. до н. е. Кіаксар позбувся влади скіфів — він запросив вождів скіфів на бенкет і напоїв їх, а потім наказав всіх вбити. З цього часу скіфський фактор у Закавказзі втратив свою чинність. Отже, І. М. Дьяконов дотримується геродотової хронології, дещо коригуючи її.
Наразі більш поширене не геродотова хронологія, а хронологія, яку було укладено в процесі порівняння багатьох джерел — юдейських (Біблія), вавилонських (т.з. хроніка Гедда) тощо, за якою навала скіфів Мадія на Азію до Палестини відбулася близько/до 627/6 р. до н. е., а, принаймні, у 615 р. до н. е. скіфів на теренах Закавказзя як вагомої військової сили вже не було.

## Правління
Отже, позбувшись скіфського фактору, у 615 р. до н. е. Кіаксар виступив проти Ассирії разом з Вавилоном. Його військо зуміло перейти через Тигр і після облоги взяти давню столицю Ассирії й її культовий центр — Ашшур. Мідійці пограбували Ашшур і знищили його.
У 612 р. до н. е. мідійсько-вавилонські війська захопити Ніневію. Це місто також було вщент пограбовано і зруйновано, а більшість мешканців вбито. Ассирійська держава після цього припинила існування. Північна її частина відійшла Мідії. Згодом Кіаксар захопив Елам і Урарту. До його держави також було залучено Бактрію, Парфію, та персів. Подальші завоювання на сході теж виглядають вельми ймовірними.
| «… навіть прихильники традиційного напрямку вважають, що піднесення Мідійського царства не могло розпочатися раніше 615 р до н. е. Однак й a priori неможливо уявити, щоб Мідія за кілька років змогла підготувати сили для розгрому Ассирії, якщо, звичайно, не погоджуватися з точкою зору …, згідно з якою мідійці були всього лише найманцями в антиассирійській війні 612 р. Рецензенти відносять початок піднесення Мідії вже до часу після успішного антиассирійського повстання в регіоні в кінці 670-х років. Починаючи з 660-х років і аж до 615 р до н. е. Мідія змогла підготуватися і протиставити себе Ассирії, убезпечивши свої тили і збільшивши матеріальні ресурси (завоювання Урарту, Персії та Манни), зміцнивши свою армію і знайшовши союзників, здатних боротися з нею (Вавилон).»[12] |
У 590 р. до н. е. Кіаксар почав війну з Лідійським царством. Війна тривала 5 років, проте ані мідійці, ані лідійці не могли перемогти. 28.05.585 р. до н. е. (за Геродотом — підчас битви на Галісі) відбулось сонячне затемнення. Обидві сторони визнали це як факт невдоволення божественних сил. Скоріш за все, це сонячне затемнення стало лише зручним приводом для обох сторін припинити тривалу та безрезультатну війну. Було укладено мир, скріплений шлюбом між сином Кіаксара Астіагом (Іштувегу) і лідійською принцесою.
Незабаром, в тому ж році, Кіаксар помер.
Етимологія антропоніму:
- грец. Κυαξάρης < *hu-vaxštra- — укр. гарного, доброго зросту (високий).[13]